# 5 v.Chr.
Het jaar 5 v.Chr. is een jaartal volgens de christelijke jaartelling. 

## Gebeurtenissen

### Italië
- Keizer Augustus en Quintus Haterius, worden door de Senaat gekozen tot consul van het Imperium Romanum.

### Germanië
- De Classis Germanica dringt door tot de rivier de Elbe en voorbij Helgoland tot aan de noordoostkust van Denemarken.

## Geboren
- Jezus, Zoon van God
- Decimus Valerius Asiaticus, Romeins politicus en consul (overleden 47)
- Lucius Vitellius, Romeins consul en gouverneur van Syria (overleden 51)
- Ptolemaeus van Mauretania, laatste koning van Mauretania (overleden 40)

## Overleden
- Gaius Asinius Pollio (81), Romeins consul en veldheer
- Pheroras, tetrarch van Perea en broer van Herodes de Grote